# Téhini
Téhini  est une localité du nord-est de la Côte d'Ivoire et appartenant à la région de Bouna, District du Zanzan. La localité de Téhini est un chef-lieu de département avec la sous-préfecture de Gogo et de Tougbo qui regroupent les villages tels que Bolé, Tougbo, Môro-Môro, Wango Fitini, Wangokro, Tingbawéry.

## Histoire
Une attaque djihadiste du groupe de soutien à l'islam et aux musulmans, visant un poste de la gendarmerie ivoirienne, est menée le 29 mars 2021 à Kolobougou.

## Orpaillage clandestin
Téhini, située dans le nord-est de la Côte d'Ivoire, est affectée par l'orpaillage clandestin. Les sites d'extraction artisanale y sont régis par des normes informelles, créant des espaces d'exploitation structurés malgré l'absence de reconnaissance officielle.